# Technical death metal
Technical death metal – podgatunek death metalu, cechujący się technicznym, bardzo szybkim graniem na gitarze, choć nie zawsze szybkim, często progresywnym, jak i skomplikowanym rytmem perkusyjnym (podwójna stopa (np. nieregularne uderzenia), trudne przejścia na tomach i werblu). Solówki bywają bardzo melodyjne i płynne. Jednym z pierwszych twórców, który zapoczątkował ten styl był amerykański zespół Death (pionier), istniejący w latach 1984–2001 (śmierć lidera, gitarzysty i wokalisty Chuck Schuldiner). A za jedną z pierwszych płytę uchodzi Death - Human. Polskie zespoły tego nurtu to między innymi Decapitated i Sceptic.

## Zespoły
Oto lista niektórych spośród zespołów grających ten gatunek:

Death (pioner), Atheist, Anata, Arsis, Beneath the Massacre, Cynic, Cryptopsy, Decapitated, Demilich, Epicedium, Dying Fetus, Gorguts, Iniquity, In-Quest, Martyr, Meshuggah, Mors Principium Est, Necrophagist, Neuraxis, Nile, Origin, Psycroptic, Quo Vadis, Spawn of Possession, Suffocation, Gojira